# ל
La lámed (לָמֶד) es la duocécima letra del alfabeto hebreo. Equivale a la letra fenicia lamd (𐤋).

## Escritura
| Variantes ortográficas      | Variantes ortográficas      | Variantes ortográficas      | Variantes ortográficas | Variantes ortográficas |
| Varias fuentes de impresión | Varias fuentes de impresión | Varias fuentes de impresión | Cursivo                | Rashi                  |
| Serifa                      | Sans-serif                  | Monoespaciado               | Cursivo                | Rashi                  |
| --------------------------- | --------------------------- | --------------------------- | ---------------------- | ---------------------- |
| ל                           | ל                           | ל                           |                        |                        |

Lámed en hebreo tiene la peculiaridad de que en su escritura regular es la única letra que se sale por arriba de la altura de las demás letras: su ascendente debe trazarse más alto que el resto de las letras. No obstante, en escritura cursiva, otras letras también tienen trazos ascendentes.

## Uso
Lámed se transcribe como aproximante lateral alveolar /l/.
Como prefijo, puede tener dos finalidades:
- Se puede adjuntar a las raíces verbales, designando el infinitivo ( Daber significa ‘habla’, Ledaber significa ‘hablar’).
- También puede actuar como una preposición que significa ‘para’ o ‘por’.

### Significado
Lámed en gematría representa el número 30.
Junto a la letra Vav da nombre a los Lamedvavniks, las 36 personas justas que salvan al mundo de la destrucción.
Como símbolo, puede significar litro. Además, un letrero en un automóvil con un Lámed significa que el conductor es un estudiante de conducción, para indicar la palabra lomed, ‘aprendiz’. También se utiliza como símbolo electoral del partido Israel Beitenu.

## Unicode
En Unicode ocupa la posición U+05DC.
| Carácter      | ל                   | ל                   |
| ------------- | ------------------- | ------------------- |
| Unicode       | HEBREW LETTER LAMED | HEBREW LETTER LAMED |
| Codificación  | decimal             | hex                 |
| Unicode       | 1500                | U+05DC              |
| UTF-8         | 215 156             | D7 9C               |
| Ref. numérica | &#1500;             | &#x5DC;             |